# Raffaella Imbriani
Raffaella Imbriani (ur. 24 stycznia 1973) – niemiecka judoczka. Olimpijka z Aten 2004, gdzie odpadła w eliminacjach w wadze półlekkiej.
Wicemistrzyni świata w 2001; trzecia w 2003; uczestniczka zawodów w 1997 i 1999. Startowała w Pucharze Świata w latach 1993, 1995–2001, 2003 i 2004. Mistrzyni Europy w 1998; trzecia w 1999. Trzecia na igrzyskach wojskowych w 1995. Złota medalistka wojskowych MŚ w 1994 roku.

## Letnie Igrzyska Olimpijskie 2004
| Konkurencja | Rundy eliminacyjne     | Rundy eliminacyjne      | Rundy eliminacyjne   | Repasaże               | Klas. końcowa |
| Konkurencja | 1/32                   | 1/16                    | 1/4                  | Przeciwnik I           | Miejsce       |
| ----------- | ---------------------- | ----------------------- | -------------------- | ---------------------- | ------------- |
| 52 kg       | Charlee Minkin (USA) Z | Maria Tselaridu (GRE) Z | Xian Dongmei (CHN) P | Salima Souakri (ALG) P | IV runda      |